# Un dia
Un dia és una obra dramàtica de Mercè Rodoreda que va ser editada a Barcelona l'any 1993, dins del recull El torrent de les flors. Existeixen dues versions d'aquesta obra: la primera, amb la data de 1959 correspon a l'any de l'escriptura; la que es va publicar inclou correccions posteriors de l'autora sense datació. Es va estrenar al Teatre Grec de Barcelona, el 27 de juliol de 1993, dirigida per Calixto Bieito. És un drama en tres actes.

## Descripció
Un dia, anys després de la seva redacció, va donar lloc a una de les millors novel·les de Mercè Rodoreda: Mirall trencat. Aquest fet no deixa de ser, si més no, curiós: l'elaboració d'una novel·la a partir d'un text teatral, i no a l'inrevés.
| «                | Per què Rodoreda no va revelar mai l'existència d'aquesta obra? Es podria especular molt, de fet no ens n'hem pogut estar, però amb Rodoreda la millor resposta la donen els seus personatges: "secrets, sempre secrets". | » |
| — Calixto Bieito | |   |

Sembla que partint del mecanoscrit del 1959 de la peça teatral, Rodoreda va començar a escriure una novel·la que anava a cridar-se "La casa abandonada" i finalment es va publicar sota el títol Mirall trencat (encara que en la novel·la va tenir influència també el material per altra novel·la, mai acabada, “Una mica d'història”
Tant el drama, com la novel·la, es consideren molt característics per a la creació de l'autora, ja que contenen elements autobiogràfics, parlen de tragèdies familiars – l'element central de les quals és l'incest–, o de la crueltat dels nens. El llenguatge de l'obra dramàtica és més col·loquial i certs aspectes que en la novel·la estan implícits, es diuen de forma explícita. Se sol considerar la novel·la com més madura i més treballada que l'obra teatral.
Alguns consideren Un dia com la més complexa de les obres teatrals de Rodoreda, ja que conté escenes de passat i present intercalades, barrejant també personatges reals i espectrals, així donant a entendre com el passat segueix present i marca els llocs per sempre. És una obra amb un cert aire cinematogràfic, visible sobretot en la presència dels flashbacks.

## L'argument
L'obra està situada en un menjador d'una gran casa abandonada. Mentre es desenvolupen les històries dels antics habitants de la casa, uns transportistes van buidant la casa, destinada a la demolició l'endemà. A partir d'objectes que troben, tornen records, imatges vinculats amb els antics habitants.
L'obra presenta la història de tres generacions d'una família, sense un ordre cronològic. Caterina, mare de Sofia, després d'estar abandonada pel seu amant va quedar paralitzada. Sofia viu amb el seu marit, Eladi, i la filla d'aquest, Maria, la qual creu que Sofia és la seva mare biològica. Sofia i Eladi tenen dos fills més, Jaume i Ramón. El primer mor en la infància, assassinat pels seus germans; Ramón i Maria mantenen una secreta relació incestuosa. Eladi, després de descobrir-ho, expulsa Ramón de casa, després de la qual cosa Maria se suïcida. Ja en el moment present, els transportistes van llevant mobles i altres objectes de la casa, on encara segueix atrapat l'esperit de Maria. La mudança de la casa, l'observen els últims membres de la família vius, Sofia i Ramón, juntament amb Armanda, la vella cuinera.
Al final de l'obra, l'escena queda buida, ja que els homes treuen d'un en un tots els mobles i objectes de la casa, evidenciant la desintegració de la casa i del seu passat.

## L'escenificació
Un dia es va estrenar al Teatre Grec de Montjuïc el 27 de juliol, dirigit per Calixto Bieito. Va ser una producció d'alt pressupost, amb una escenografia molt elaborada d'Eduard Bucar. En general, les crítiques de l'obra van ser en majoria dolentes, alguns atribuïen les faltes al text de Rodoreda, uns altres a la direcció i l'escenografia. L'any següent, al març de 1994, es va estrenar la versió revisada i modificada de l'espectacle al Mercat de les Flors, aquesta vegada amb més èxit. La segona versió s'insipira no només en el text d'Un dia, però també en Mirall trencat.
Una de les representacions teatral dintre de la celebració de l'any Rodoreda a 2008, va ser Un dia. Mirall trencat, una fusió de l'obra teatral i la novel·la de l'autora. Aquesta adaptació va ser preparada i dirigida per Ricard Salvat i es va estrenar al Teatre Borràs el dia 11 de setembre 2008.